# (21359) Geng
(21359) Geng (1997 GN22) – planetoida z pasa głównego asteroid okrążająca Słońce w ciągu 5,04 lat w średniej odległości 2,94 j.a. Odkryta 6 kwietnia 1997 roku.